# Conakry (regio)
Conakry is de hoofdstedelijke regio van Guinee. De regio is een schiereilandje in de Atlantische Oceaan in het zuiden van de kust van Guinee. De regio Conakry heeft bijna 1,1 miljoen1998 inwoners op een oppervlakte van 308 vierkante kilometer. De resulterende bevolkingsdichtheid van 3552 inwoners per km² is de hoogste van het land.

## Grenzen
De regio Conakry heeft als schiereiland een zeegrens met de Atlantische Oceaan in het noorden, het zuiden en het westen. De enige landgrens heeft Conakry met een andere regio van Guinee, Kindia, in het noordoosten.

## Prefecturen
Conakry is niet onderverdeeld in prefecturen zoals de andere regio's van Guinee. Op het niveau van de prefecturen worden de regio en de stad vertegenwoordigd door de Speciale Zone Conakry (Conakry Special Zone).
Boké · Conakry · Faranah · Kankan · Kindia · Labé · Mamou · Nzérékoré